# Чёрный Меч
Чёрный Меч — демоническая сущность из книг Майкла Муркока, имеющая вид оружия.
Подобно Вечному Воителю, Чёрный Меч существует во множестве миров Мультивселенной и способен возрождаться в разных обличьях (Глаз Ринна, Рука Кулла, Игольчатый пистолет, и т. п.), но всё же основная инкарнация этой сущности — именно Чёрный Меч (иногда — два меча).

## Создание Чёрного Меча

### Ранняя версия
В романе «В поисках Танелорна» (1975 г.) рассказывается, что на заре времён кузнецы-колдуны, которым помогали Сепирис и его братья, выковали два меча, предназначенные служить для борьбы с Хаосом. Чтобы укрепить силу мечей, они призвали из Хаоса демона, и приказали ему вселиться в один из мечей; с тех пор он был проклят. Оба меча были отданы Вечному Воителю, и стали его постоянным оружием. Как говорится в романе «Феникс в обсидиане» (1971 г.), второй меч часто считался лишь иллюзией, ложным двойником того, в котором был заточён демон.

### Поздние версии
- В романе «Дракон в мече» (1981 г.) Муркок предлагает другую версию этих же событий: согласно ей, сперва был выкован только один Меч для Вечного Воителя, но прежде, чем кузнецы вызвали демона, в него попал случайно заблудившийся между мирами дракон из мира Гнеестенхайм. Эрикезе был призван на розыски Меча, и в конце концов ему удалось освободить дракона, но Меч раскололся надвое. Обломки его Эрикезе отдал капитану Корабля Судьбы, и тот обещал изготовить из них два самостоятельных клинка, которые послужат Эрикезе в его следующих инкарнациях.

- В романе «Древо скрелингов» (2003 г.) излагается версия, в общем не противоречащая той, что изложена в «Драконе», но создателями Меча названы сами же Сепирис и его братья.

## Основные инкарнации Чёрного Меча

### Буреносец
В мире Элрика из Мелнибонэ Чёрный Меч воплотился в виде двух клинков — Буреносца и Горюна (в других переводах — Бурезов и Злотворец, Повелитель Бурь и Властительница мрака, Буревестник и Утешитель, Несущий бурю и Клинок печали). Если второй меч почти не появляется в истории Элрика, то с Буреносцем связана практически вся его жизнь: Элрик добывает этот меч в Лимбе, соперничая за обладание им со своим кузеном и врагом Йиркуном (в итоге Йиркуну достался второй меч), и уже тогда начинает испытывать мистическую связь с этим мечом (нечто вроде духовного родства, одновременно напоминающего братские узы, романтическую любовь и сексуальное влечение).
Кроме того, Буреносец нужен Элрику, поскольку обладает способностью поглощать души убитых им людей, и насыщать ими Элрика (страдающего физической слабостью из-за своего природного альбинизма; некоторые критики — например, Андрей Тепляшин в своей рецензии — видят здесь аллюзию на распространённый порок XX века — наркоманию, уподобляя зависимость Элрика от Меча «сидению на игле»).
Элрик принимает на себя обязанность, свойственную всем инкарнациям Вечного Воителя — нести про́клятый меч, и вскоре начинает расплачиваться за это. Меч убивает его любимую кузину Симорил во время штурма родного города Элрика — Имррира — пиратами. Убитый горем Элрик пускается в дальние странствия, надеясь найти средство избавиться от бремени Меча, но это ему не удаётся: Буреносец требует всё новых и новых жертв, забирая жизни его друзей и любимых. В итоге он убивает его самого.

### Холодный Меч Урлика Скарсола
В отличие от Элрика, который на протяжении всей жизни так и не узнаёт, что нести Меч — его основное предназначение, Эрикезе в одной из своих инкарнаций — графа Урлика Скарсола — вынужден взять в руки так называемый Холодный Меч, от которого когда-то отказался в прошлой жизни; он слышит песню, из которой явствует, что Воитель и Меч неразрывно связаны; вспоминая все свои прошлые жизни, Эрикезе понимает, что никогда не держал в руках обычного оружия — всё, чем он когда-либо сражался, было инкарнацией Чёрного Меча.
Холодный Меч имеет некоторые общие черты с Буреносцем: так, он тоже поглощает души своих жертв (другие инкарнации — Меч Рассвета, Равенбранд или Канайана — такой способностью не обладают).

### Воплощения, лишённые души
Как сказано в романе «В поисках Танелорна», иногда Меч воплощается только как оружие, а не как демоническая сущность (так, Меч Рассвета в мире Хокмуна не чёрный, и не служит Хаосу; так же точно Канайана в мире Эрикезе — это обычное оружие, хотя и радиоактивное).
Справедливости ради нужно отметить, что, если существует воплощение Меча как оружия, то рядом с ним обычно соседствует другое, параллельное —— как сущности: скажем, в мире Хокмуна дух Меча воплотился в Чёрном Камне, который Хокмун носил во лбу. В родном мире Корума Меч заменяют Глаз Ринна и Рука Кулла, а собственно меч его ничем особенным не выделялся (но при перемещении Корума в другой мир ситуация изменяется — у него уже другой меч, от которого он погибает).

## Чёрный Меч в поздних произведениях Муркока
В романе В поисках Танелорна рассказывается, что Меч был уничтожен при путешествии нескольких инкарнаций Вечного Воителя в город Танелорн. Такой сюжетный ход объясняется тем, что Муркок планировал закончить этим романом весь цикл о Вечном Воителе. Но в дальнейшем он изменил своё мнение, и написал ряд произведений, действие которых происходит уже после этих событий, но в них фигурирует Чёрный Меч (так, например, в романе «Древо скрелингов» Меч является едва ли не основой Космического Равновесия, на котором зиждется Мультивселенная). Соответственно, меняется сама роль Меча — теперь это уже не столько проклятие Героя, сколько постоянный его атрибут, и Герой не всегда погибает от Меча (например, этого не происходит с членами семьи фон Бек).